# Jérôme François Quiot
Jérôme François Quiot est un homme politique français né le 18 septembre 1748 à Alixan (Dauphiné) et mort le 4 octobre 1806 au même lieu.

## Biographie
Jérôme François Quiot naît le 18 septembre 1748 à Alixan. Issu d'une famille de propriétaires aisés, il est le fils de Jean-Pierre Quiot et de Marie-Eulalie Charrin. 
Cultivateur, il est employé dans l'administration du district de Valence, puis élu suppléant à la Convention. Il est appelé à siéger comme député de la Drôme le 17 frimaire an II.
Il est le père de Joachim-Jérôme Quiot, baron d'Empire,.
Il meurt le 4 octobre 1806 à Alixan.